# 獅子道
獅子道（ししどう）は、津軽三味線を中心に沖縄三線・箏の要素を取り入れ、作った団体である。

## 歴史
- 2005年 - 東京都新宿区の自宅にて津軽三味線教室を開催。
- 2006年 - 津軽三味線小山流に本部に入門。
- 2006年 -　NPO法人日本文化体験交流塾理事就任。
- 2008年 - 津軽三味線小山会師範免状取得。
- 2010年 - FEIレコード千野出版より「あなたも弾けるやさしい津軽三味線入門」DVDを出版。
- 2012年 - 千野出版より津軽三味線教本オールインワンを出版。「他人の曲を弾く」ということがタブーだった津軽三味線界に衝撃を与える。
- 2013年 - ニューヨークシティにて津軽三味線教室を開催。
- 2013年 - 株式会社「獅子道」を設立、代表取締役に就任。
- 2013年 - 千野出版より「津軽三味線現代曲集第１集」を出版。

## 特徴
津軽三味線では、じょんがら節の弾き歌いを初め、業界で先駆けて吉田兄弟の楽譜を出版し、STORM、岡田修「火の鳥」,疾風「覚醒」をレパートリーとし、民謡では五大民謡の弾き歌いをする珍しい流派である。
箏では沢井比河流曲、特に斜影、夢の輪、上昇の彼方をレパートリーとし、沖縄三線では唐船ドーイ、島唄、涙そうそうをレパートリーとする。